# クロアチアン・シープドッグ
クロアチアン・シープドッグ（英: Croatian Sheepdog）は、クロアチア原産の牧羊犬種である。姿のよく似たハンガリー原産のムーディの先祖でもある。

## 歴史
古い犬種で、14世紀頃に作出された。アジア州の国から輸入されたトレセトニ（英: Tresetni）とソイェニツキ（英: Sojinicki）という、犬種名以外が全て謎に包まれている犬とセルビアのプーリンという犬を掛け合わせる事によって作られた。
主に牧羊犬として飼育され、羊の誘導を行っていたが、ガードドッグとしては使われていない。護畜犬としての役割はサルプラニナッツやカルスト・シェパードなどの専門犬種に任せるのが伝統である。しかし、羊に危機が迫ったときにはそれらと一緒に立ち向かう勇気も持ちあわせているため、番犬として飼育している人もいる。
もとは羊飼いによってのみ飼育されていた犬種であったため、2度の世界大戦によって非常に希少化し、絶滅寸前となった。戦後は子孫種であるムーディの血も導入しながら何とか生き残ることが出来、1969年にFCIに公認犬種として登録された。それにより原産地でさえあまり知られていなかった本種の知名度が上昇し、国外でも知られるようになった。そのため、現在は牧羊犬としてだけでなくペットやショードッグとしても飼育されている。しかし、その頭数は今でも非常に少なく、FCI公認犬種の中で最も絶滅する可能性の高い犬種の一つとしてリストされている。
日本では2009年に初めて正式な国内登録が行われた。しかし、2010年度（09年）の国内登録頭数順位は最下位の犬種の一つであった。

## 特徴

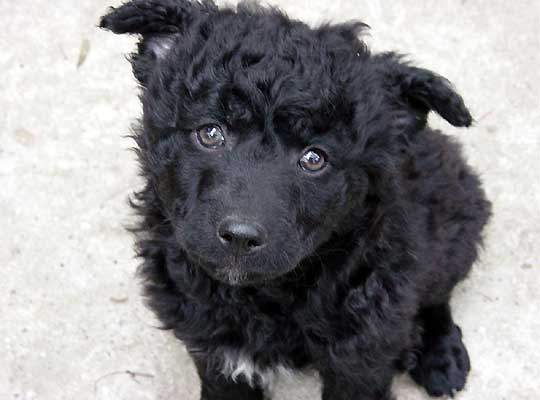
仔犬

姿はムーディとそっくりだが、本種の方が体重は重い。日本犬のようなスピッツタイプの犬種で、三角の大きめの立ち耳、ふさふさの巻き尾である。コートは厚い巻き毛のショートコートであるが、顔と脚の前部のみスムースコートである。毛色は通常ジェット・ブラックであるが、ごく稀にホワイトの毛色のものもいる。目は小さく、瞳の色は琥珀色である。体高40〜51cm、体重13〜16kgの中型犬で、性格は大人しく従順だが、勇敢で警戒心の強い一面もある。しつけの飲み込みは早く、状況判断力も優れる。走り回ることが大好きで、運動量は多い。